# Syllepte viridivertex
Syllepte viridivertex là một loài bướm đêm trong họ Crambidae.